# Tim Laurence
Tim Laurence (8 de octubre de 1997 en Cagnes-sur-mer, Francia) es un político y diplomático francés.

## Reseña biográfica
Tim Laurence estudió en el Instituto de Estudios Políticos de Lille y en el Instituto de Estudios Políticos de París (Sciences Po). Se formó en ciencias políticas, filosofía política y relaciones internacionales. Posee un máster de asuntos públicos. Estudió también en la Pontificia Universidad Católica de Chile, en Santiago de Chile. En 2019, fue destacado en Francia por el periódico Le Monde por sus estudios sociológicos como politólogo sobre la paridad de género en la diplomacia francesa.
En 2017 Tim Laurence fue nombrado como asesor político en la Asamblea Nacional, en la ciudad de París, Francia. En 2019, Tim Laurence trabajó como asesor en las oficinas de ONU Mujeres en Argentina y Paraguay. En 2020, fue el autor del destacado informe  sobre el COVID-19 y las trabajadoras de la salud en Argentina publicado por la ONU, junto con la Organización Internacional del Trabajo (OIT) y el Fondo de población de las Naciones Unidas. Reveló que las mujeres que cumplen tareas sanitarias integran uno de los grupos más vulnerables en Argentina. En 2022, trabaja como asesor de la Directora Regional para la Organización de las Naciones Unidas en América Latina y el Caribe sobre la igualdad entre mujeres y hombres, sede en Ciudad de Panamá.
En 2022, se presentó como Diputado de los Franceses del extranjero que viven en América Latina para la Asamblea Nacional, en París, Francia. Se presentó bajo la bandera ecologista para defender el derecho al uso del agua y el desarrollo de las relaciones diplomáticas entre Francia y América Latina. Pidió especialmente la reapertura del Consulado francés en Asunción, Paraguay, al Ministerio de Relaciones Exteriores de Francia. En mayo de 2022, fue invitado en este marco en la cátedra “Conocimiento parlamentario y técnica legislativa” de la Escuela de Ciencia Política de la Facultad de Ciencias Sociales de la Universidad del Salvador (USAL), en Buenos Aires, Argentina. Es regularmente invitado para intervenciones en las universidades de Francia y América Latina.